# Aptychonitis sulcicollis
Aptychonitis sulcicollis är en skalbaggsart som beskrevs av Edgar von Harold 1868. Aptychonitis sulcicollis ingår i släktet Aptychonitis och familjen bladhorningar. Inga underarter finns listade.